# Schashagen
Schashagen est une commune allemande de l'arrondissement du Holstein-de-l'Est, dans le Land de Schleswig-Holstein.

## Géographie
Schashagen se trouve sur la presqu'île de Wagrie, le long de la mer Baltique.
La commune est composée des quartiers d'Albersdorf, Altenbek, Bentfeld, Beusloe, Bliesdorf, Brodau, Brodauer Mühle, Groß Schlamin, Hermannshof, Klein Schlamin, Krummbek, Logeberg, Marxdorf, Merkendorf, Moorkaten, Rampe, Sackhufe et Wohldmorgen.
La commune est traversée à l'ouest par la Bundesautobahn 1 de Lübeck à Fehmarn et à l'est par la Bundesstraße 501 depuis Neustadt in Holstein.

## Histoire
Jusqu'au XIIe siècle, le Holstein-de-l'Est est habité par les Slaves. En 1200, Bliesdorf passe à la paroisse d'Altenkrempe puis à deux églises de Lübeck en 1363.
En 1938, Schashagen devient une commune indépendante d'Altenkrempe.
Le château de Brodau est mentionné pour la première fois en 1592. Le moulin à vent du domaine, symbole de la commune, est construit en 1864 par Carl Friedrich Trahn. Il sert pour la farine jusqu'en 1960. Ensuite, il est abandonné et fortement dégradé. Un incendie le détruit le 17 novembre 2005. Sa reconstruction est demandée.